# جان لورينزو برنيني
جان لورينزو برنيني (7 ديسمبر 1598 - 28 نوفمبر 1680) (Gian Lorenzo Bernini) كان نحّاتاً باروكياً وفناناً بارزاً في روما في القرن السابع عشر. من أشهر أعماله تمثال نشوة القديسة تريزا وقد أنتجه بين عامي 1647 و1651. كونه مهندسًا معماريًّا ومُخطِط مدن، فقد صمم مباني مدنية وكنائس ومعابد وساحات عامة، بالإضافة إلى الأعمال الضخمة التي تجمع بين العمارة والنحت، وخاصة النوافير العامة المتقنة والأثار الجنائزية وسلسلة كاملة من الهياكل المؤقتة (من الجص والخشب) للجنازات والمهرجانات. براعته الفنية الواسعة وإبداعه المنمق الذي لا حدود له ومهاراته الفائقة في التلاعب بالرخام تؤكد أنه يستحق أن يكون خليفة ميكيلانجيلو، متفوقًا بذلك على نحاتين جيله الآخرين.
إمتدت موهبته إلى ما وراء حدود النحت; تقديس المكان الذي يكون فيه. وصف مؤرخ الفن الراحل ايرفينغ لافين قدرته على تجميع النحت والرسم والهندسة المعمارية في كيان مفاهيمي ومرئي متماسك، وصفها باسم «وحدة الفنون البصرية».

## السيرة الذاتية
ولد جوفانـّي لورينزو برنيني في نابولي عام 1598، وكان ابن النحّات فلورينتين الذي قام بتدريبه. بعد الاستقرار في روما، لفت برنيني انتباه البابا المستقبلي أوربانوس الثامن. تحت رعاية البابا أوربانوس الثّامن، قضى برنيني كامل مسيرته في روما حيث كسب شهرته المعمارية في فترة ألكساندر السابع (1655-67). بعدما ابتكر الأسلوب الباروكي، برع برنيني في العمارة، والرسم، والنحت، الأمر الذي أدّى إلى ظهور جيل جديد من الأشكال. استعملت أعماله دراما المنظور الخاطئ الترومبلويل ("Trompe l'oeil") لخلق تأثير على المشاهدين للعمل. ابتكر أيضاً نوع من واجهات القصور بعد إضافة الأعمدة الهائلة فوق القاعدة. بالرغم من أن برنيني ساهم في ظهور أشكال نحتية جديدة كلياً لبنايات عصر النهضة، إلا أنه أبقى باستمرارية الصفاء الأصلية لعصر النهضة المثالي. توفي برنيني في روما في عام 1680.

### الهندسة المعمارية
تشمل أعمال برنيني المعمارية مباني دينية ومدنية وأحيانًا مناطقها الحضرية وديكورها. أجرى تعديلات على مباني قائمة وصمم مباني جديدة. من بين أعماله الأكثر شهرة ساحة القديس بطرس في عام (1656-1667)، والساحة وصف الأعمدة أمام كاتدرائية القديس بطرس والديكور الداخلي للكاتدرائية. من بين أعماله المدنية عدد من القصور الرومانية: بعد وفاة كارلو ماديرنو، تولى الإشراف على أعمال البناء في قصر بربريني من عام 1630 حيث عمل مع بوروميني: قصر لودوفيسي (اسمه الآن قصر مونتسيتوريو الذي بدأ 1650) وقصر كيجي (الآن قصر كيجي -أوديسكالكي بدأ في عام1664).
كانت أول مشاريعه المعمارية تجديد وتصميم واجهة كنيسة القديس بيبيانا (1624-1626) وقاعة القديس بطرس بالديشن في عام (1624-1633)، والمظلة ذات الأعمدة البرونزية فوق مذبح كاتدرائية القديس بطرس. في عام 1629، وقبل اكتمال كنيسة القديس بطرس بالدشين، عينه أوربان الثامن مسؤولًا عن جميع الأعمال المعمارية الجارية في هذه الكنيسة. لكن برنيني أصبح غير محبب خلال بابوية إينوسنت بامفيلي العاشر: أحد الأسباب هي عداء البابا تجاه بربريني، وبالتالي تجاه وكلائهم ومن ضمنهم برنيني. سبب آخر هو فشل أبراج الأجراس في كاتدرائية القديس بطرس الذي بناها وصممها برنيني، والتي بدأ بنائها خلال عهد أوربان الثامن. أمر إينوسنت بهدم البرج الشمالي الذي كان مكتمل البناء والبرج الجنوبي المكتمل جزئيًا في عام 1646 لأن وزنها الزائد تسبب في حدوث تصدعات في واجهة الكاتدرائية وهدد بإلحاق المزيد من الأضرار الكارثية.
في الواقع كان الرأي المهني في ذلك الوقت منقسمًا حول حقيقة خطورة الوضع (مع قيام بوروميني منافس برنيني بنشر وجهة نظر كارثية معادية لبرنيني حول المشكلة) وبخصوص قضية المسؤولية عن الأذى: من كان المسؤول؟ برنيني؟ البابا أوربان الثامن الذي أجبر برنيني على تصميم أبراج بغاية الإتقان؟ المهندس المعماري المتوفى لكنيسة القديس بطرس، كارلو ماديرنو الذي بنى الأسس الضعيفة للأبراج؟ برأت التحقيقات البابوية الرسمية في عام 1680 برنيني بالكامل، وجرمت ماديرنو. خلال سنوات حكم بامفيلي كان بدون أية رعاية أبدًا، بعد وفاة إينوسنت في عام 1655 نال برنيني مجددًا دورًا رئيسيًا في زخرفة كنيسة القديس بطرس مع البابا ألكسندر السابع كيجي، ما أثمر بتصميمه للساحة والأعمدة أمام كنيسة القديس بطرس. تشمل الأعمال الأخرى المهمة التي قام بها برنيني في الفاتيكان سكالا ريجيا في عام (1663-1666) مدخل الدرج الضخم التذكاري في قصر الفاتيكان وكاتيدرا بيتري وعرش القديس بطرس، في محراب الكنيسة، بالإضافة إلى مصلى القربان المقدس في صحن الكنيسة.
لم يبني برنيني العديد من الكنائس من الصفر، بل تركزت جهوده على الهياكل الموجودة مسبقا، مثل ترميم كنيسة سانتا بيبياناوخاصة كنيسة القديس بطرس. وأجرى ثلاث تفاويض من أجل كنائس جديدة في روما والمدن الصغيرة القريبة. أشهرها كنيسة سانتا اندريا في الكويرينال وهي كنيسة صغيرة لكن غنية بالزخارف الإهليلجية، وخُصصت (ابتداء من 1658) من أجل الرهبان اليسوعيين، وتمثل واحدة من أعماله النادرة التي صرح دومينيكو ابن برنيني، بأن والده كان سعيد منها حقًا ومسرور للغاية. صمم برنيني أيضا كنائس في كاستل غاندلفو (القديس توماسو دا فيلانوفا، 1658-1661) وأريكتشيا (سانتا ماريا أسونتا، 1662-1664)، وكان مسؤولا عن إعادة تصميم سانتواريو ديلا مادونا دي غالورو(خارج أريكتشيا) مما منحها واجهة جديدة فخمة.
عندما دُعي برنيني إلى باريس في عام 1665 لتقديم أعمال من أجل لويس الرابع عشر، قدم تصاميم للواجهة الشرقية لقصر اللوفر، ولكن مشاريعه رُفضت في النهاية وفُضل عنها مقترحات أكثر واقعية وكلاسيكية قُدمت من قبل الطبيب الفرنسي والمهندس المعماري الهاوي كلود بيرولت، كإشارة إلى تراجع تأثير الهيمنة الفنية الإيطالية في فرنسا. كانت مشاريع برنيني متجذرة أساسًا في التقاليد الحضرية الباروكية الإيطالية، وفي مبانيها العامة وأماكنها، وغالبًا ما تجلى في تعبير معماري مبتكر في الأماكن المدنية مثل الساحات أو الميادين. ومع ذلك، بحلول هذا الوقت، فضل النظام الملكي الفرنسي المطلق الآن الصرامة الأثرية الكلاسيكية لواجهة بيرو، ولا شك في وجود مكافأة سياسية إضافية أعدها الفرنسي. ومع ذلك، فإن النسخة النهائية احتوت على ملامح برنيني مثل السقف المسطح خلف درابزين بالادي.

### النوافير في روما
وفاء لديناميكية الفن الباروكي الزخرفية، من بين أكثر إبداعات برنيني موهبةً، نوافيره الرومانية، التي تعد أعمال عامة وصروح بابوية. من ضمن نوافيره نافورة تريتون، أو فونتانا ديل تريتوني، ونافورة النحل في ساحة بربرينبي (فونتانا ديلي أبي). تعتبر نافورة الأنهار الأربعة في ساحة نافونا، نموذج لمشهد مسرحي ورمز سياسي. في رواية تتكرر في كثير من الأحيان، ولكنها خاطئة، أن أحد الآلهة في نافورة الأنهار الأربعة لبرنيني يشيح نظراته استنكارًا لواجهة سانت انيزي إيناغوني (التي صممها منافسها الموهوب والأقل نجاح سياسي، فرانشيسكو بوروميني) ، وهو أمر مستحيل لأن النافورة بُنيت قبل عدة سنوات من اكتمال واجهة الكنيسة. كان برنيني أيضًا الفنان صاحب لتمثال المستنقع في لا فونتانا ديل مورو في ساحة نافونا (1653).

## روابط خارجية
- جان لورينزو برنيني على موقع الموسوعة البريطانية (الإنجليزية)
- جان لورينزو برنيني على موقع ميوزك برينز (الإنجليزية)
- جان لورينزو برنيني على موقع إن إن دي بي (الإنجليزية)